# Винищувальні батальйони
Винищувальні батальйони (в народі — стрибки або ястребки, істребки; від рос.  истребки від истребительные батальоны) — воєнізовані формування, створені з місцевого українського (на початку також із польського) населення для захисту радянської влади та господарства й боротьби проти українського підпілля в регіонах.
Почали формувати навесні 1944 року; від 1947 року підпорядковані МДБ СРСР. 1948 р. реорганізовані в групи охорони правопорядку, ліквідовані 1954 р. Залучення до винищувальних батальйонів відбувалося, здебільшого, на добровільній основі, хоч були й випадки насильної мобілізації. Станом на 1946 рік кількість вояків у цих батальйонах становила 63 000 осіб. У боротьбі проти підпілля «стрибки» відзначилися низькою боєздатністю та поганою дисципліною.
Радянські документи свідчать про випадки, коли бійці винищувальних батальйонів переходили на сторону  націоналістичного підпілля ОУН-УПА.